# Liza Tarbuck
Liza Tarbuck, född 21 november 1964 i Liverpool, är en engelsk komiker och programledare på TV och radio.

## Biografi
Liza Tarbuck, som växte upp nära Kingston upon Thames, är dotter till komikern Jimmy Tarbuck. Hon var aktiv på ungdomsteaterprojektet National Youth Theatre, som hon sedan fortsatte stödja, och studerade på teaterhögskolan Roya Academy of Dramatic Art. Där tog hon examen 1986 tillsammans med bland andra Clive Owen, Rebecca Pidgeon och Mark Womack.
Hennes första större genombrott kom 1987 när hon fick en huvudroll i Granada Televisions komediserie Watching, där hon var med i samtliga sju säsonger. Hon var också med krigsdramat Tumbledown, från 1988 som handlade om Falklandskriget med Colin Firth, Paul Rhys och David Calder.
År 2001 hade hon titelrollen i dramakomedin Linda Green, som visades i två säsonger.
Hon har både skådespelat och varit programledare i radio och varit berättarröst och röstskådespelare samt gjort småroller i produktioner som Ricky Gervais komedi Extras, The Inspector Lynley Mysteries som DI Fiona Knight och i French & Saunders, som en fiktiv version av sig själv, där hon hade rollen som producent för "Saunders & French Productions" med Christopher Hague-Moody.
Liza Tarbuck har varit deltagare i panelshower som Have I Got News for You, 8 Out of 10 Cats, QI, 8 Out of 10 Cats Does Countdown och Alan Davies: As Yet Untitled. Hon vann den sjätte säsongen av Bäst i test England och var därför med i Champions of Champions II, ett specialavsnitt där vinnarna i de fem senaste säsongerna tävlade.

## Bok
I An Distracted By Everything [sic], skriven av Tarbuck, publicerades i november 2017. Hon beskrev engångspublikationen som "en annual för vuxna".